# Darkwell
Darkwell è un gruppo austriaco gothic metal, attualmente attivo.
I membri del gruppo - Roland Wurtzer (basso), Raphael Lepuschitz (tastiere), Mathias Nussbaum (chitarra), Moritz Neuner (batteria) e Stephanie Luzie (voce) - hanno creato questo progetto con l'intento di suonare un gothic metal vivo e coinvolgente. Formatisi agli inizi del 1999, hanno debuttato nel 2000 con l'album Suspiria, per poi pubblicare Confict of Interest, il singolo Strange, e Metatron.

## Discografia

### Album in studio
- 2000 - Suspiria
- 2004 - Metat(r)on
- 2016 - Moloch

### EP
- 2002 - Conflict of Interest

## Formazione

### Formazione attuale
- Roland Wurzer - basso (1999-presente)
- Alexandra Pittracher - voce (1999-2003, 2013-presente)
- Raphael Lepuschitz - tastiere (2000-presente)
- Matthias Nussbaum - chitarra (2001-presente)
- Michael Bachler - batteria (2012-presente)

### Ex componenti
- Moritz Neuner - batteria (1999-2012)
- Roman Wienicke - chitarra (1999-2001)
- Christian Filip - tastiere, voce (1999-2001)
- Stephanie Luzie - voce (2003-2013)